# Addition nucléophile
Pour les articles homonymes, voir Addition (homonymie).

Schéma d'une addition nucléophile sur un carbonyle

En chimie organique, une réaction nucléophile s'effectue entre un substrat quelconque et un réactif nucléophile.
Une addition, en chimie, consiste en l'ajout d'un atome ou groupe d'atomes sur un substrat possédant une liaison insaturée. Un nucléophile est un atome ou une molécule qui présente une forte affinité pour les substances électrophiles. Dans le contexte particulier de l'addition nucléophile, le substrat est faiblement électrophile et le réactif est fortement nucléophile, ou encore le substrat doit être modifié (avant que la réaction d'addition nucléophile puisse avoir lieu) pour devenir fortement électrophile si on tente de le faire réagir avec un nucléophile qui est faible.

## Addition nucléophile sur les carbonyles
Les dérivés carbonylés tels que les aldéhydes et les cétones réagissent par addition nucléophile avec divers nucléophiles pour donner lieu à une transformation de la double liaison C=O en (R1)(R2)(Z)C-OH (en milieu acide), où R1 est la chaîne présente d'une part de la molécule substrat, où R2 est la chaîne présente de l'autre part de la molécule substrat, et où Z est le réactif nucléophile. Le mécanisme en est simple: un doublet d'électrons du nucléophile Z attaque le carbone du groupe carbonyle du substrat, ce qui crée un lien sigma entre ce carbone et l'atome attaquant du nucléophile Z. Simultanément, la paire d'électrons formant lien pi entre ledit atome de carbone et l'atome d'oxygène du groupe carbonyle est aspirée par cet atome d'oxygène. Il en résulte que cet atome d'oxygène prend une charge négative (si la réaction se fait en milieu acide ou que les circonstances s'y prêtent, les électrons célibataires causant cette charge négative tendront à effectuer une réaction acido-basique avec des atomes d'hydrogène acides disponibles, d'où la transformation du C=O en C-OH).
En résumé et de façon passablement simplifiée, voici le mécanisme général de l'addition nucléophile:
Toutefois, de nombreuses variantes du mécanisme existent; elles sont déterminées par des propriétés particulières de certains réactifs nucléophiles. Entre autres, lorsque le nucléophile est plutôt faible (par exemple, si un alcool est ce nucléophile), il faut d'abord protoner le substrat pour en augmenter la réactivité (un doublet d'électrons de l'atome d'oxygène du substrat attaque un hydrogène acide); puis, la charge positive ainsi apparue sur l'atome d'oxygène en raison de la création d'un lien de coordinence entraîne un système de résonance qui permet d'obtenir un résomère carbocation. Dès lors, le nucléophile faible (ici, un alcool) peut attaquer le carbone portant la charge positive, ce qui entraîne la formation d'un hémiacétal (une fonction alcool et une fonction éther reliées au même carbone). L'atome d'hydrogène créant, en raison du lien de coordinence qu'il fait alors avec l'atome d'oxygène de la fonction éther, une charge positive instabilisante sur ledit atome d'oxygène, il tend à être facilement recapté par un nucléophile quelconque, même faible. L'hydrogène acide capté au départ n'était donc qu'un catalyseur, puisqu'il est expulsé du substrat en fin de réaction. Mentionnons au fait que si l'opération est répétée sur l'hémiacétal en tant que substrat et ce, dans les mêmes conditions, donc avec un alcool pour nucléophile et en présence d'atomes d'hydrogène acides, on assiste à la formation d'un acétal (deux fonctions éther sur le même carbone, donc la fonction alcool de l'hémiacétal est remplacée par une fonction éther) par un mécanisme identique à celui qui vient d'être décrit pour la formation des hémiacétals.
Il faut distinguer l'addition nucléophile normale, décrite ici, de l'addition nucléophile dite «sur le groupe carbonyle», aussi appelée «addition-élimination», qui ne peut normalement se faire que lorsque le substrat est un acide carboxylique ou un dérivé (anhydride d'acide, halogénure d'acyle, ester, amide, etc.), puisque dans ces fonctions se retrouve un groupe O=C-X, où X est un atome fortement électronégatif (le plus souvent, il s'agit de l'oxygène). Cette grande électronégativité tend alors à attirer fortement le nuage électronique, ce qui fragilise la liaison sigma entre C et O. Il en résulte qu'après l'attaque du nucléophile Z, on assiste non pas seulement à une absorption de la paire d'électrons formant la liaison pi entre C et O par ce même O, mais plutôt à une telle absorption, suivie immédiatement d'un rejet de ceux-ci pour reformer la liaison pi à l'identique, ce qui s'accompagne de l'expulsion du meilleur groupe partant entourant l'atome de carbone.